# آيت اعصام ترتمات (مركز الخير أكطاية)
آيت اعصام ترتمات هو دُوَّار يقع بجماعة كطاية، إقليم بني ملال، جهة بني ملال خنيفرة في المملكة المغربية. ينتمي الدوّار لمشيخة مركز الخير أكطاية التي تضم 10 دواوير. يقدر عدد سكانه بـ 377 نسمة حسب الإحصاء الرسمي للسكان والسكنى لسنة 2004.

## وصلات خارجية
- البوابة الوطنية للجماعات الترابية
- المندوبية السامية للتخطيط